# Halina Borzyszkowska
Halina Borzyszkowska (ur. 21 sierpnia 1929 w Starogardzie Gdańskim, zm. 23 listopada 2008 tamże) – polski prof. dr hab. nauk humanistycznych (26 lutego 1999) w specjalności: pedagogika specjalna, rewalidacja upośledzonych umysłowo. 

## Życiorys
W 1966 roku odbyła się publiczna obrona pracy doktorskiej mgr Haliny Borzyszkowskiej na temat „Współpraca szkoły specjalnej z domem rodzinnym dziecka”, której promotorem był prof. Ludwig Bandura. 25 czerwca 1987 roku uzyskuje habilitację pisząc rozprawę pt. „Budżet czasu wolnego i sposób jego zagospodarowania przez dzieci upośledzone umysłowo w stopniu lekkim w wieku szkoły podstawowej”. Wieloletnia kierownik Zakładu Pedagogiki Specjalnej w Instytucie Pedagogiki Uniwersytetu Gdańskiego, kierownik Studiów dla Pracujących na Wydziale Nauk Humanistycznych UG w latach 1978–1981, prodziekan studiów zaocznych UG w latach 1981–1984, organizatorka i kierownik studiów podyplomowych z zakresu pedagogiki specjalnej w Instytucie Pedagogiki UG, profesor w Elbląskiej Uczelni Humanistyczno-Ekonomicznej na Wydziale Pedagogiki.